# Kasteel Wouwendonk

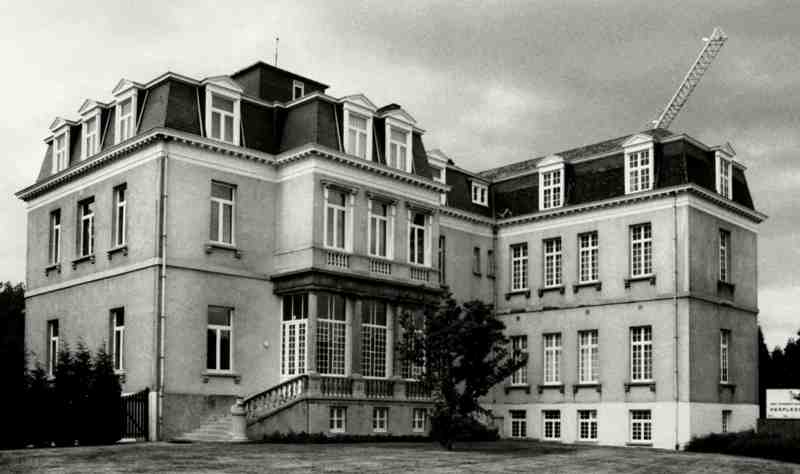
Kasteel Wouwendonk

Kasteel Wouwendonk is een kasteel in de Antwerpse plaats Duffel, gelegen aan Rooienberg 21B.

## Geschiedenis
Het gebied, Gijsels Veld genaamd, werd in 1414 gekocht door de Abdij van Tongerlo. Van 1487-1585 verbleven hier de pastoors van Duffel, Het goed heette toen Baerenhoff. Op 3 juni 1585 werd het door beeldenstormers verwoest. Daarna werden de gebouwen hersteld en als woningen verhuurd.
Het kasteeltje werd gebouwd in 1850 in opdracht van Jan Balthazar De Haen als maison de campagne (buitenhuis). Het was een ontwerp van Jean-Pierre Cluysenaer.
In 1865 kwam het aan Eugène Gevers die suikerrafineerder was. Deze breidde het uit tot een domein met vijvers, een beukendreef, een oranjerie, een tennisbaan en een cricketveld. Het domein bleef eigendom van de familie, maar het werd in 1924 aangekocht door het Convent van Betlehem. De paters richtten het in als psychiatrisch ziekenhuis. In 1932 werd daartoe een vleugel aangebouwd.
Na de Tweede Wereldoorlog fungeerde het kasteel als opleidingsinstituut voor verpleegkundigen: het Sint-Norbertusinstituut. In 1981 werd het nog gerestaureerd.

## Gebouw
Het betreft een kasteeltje in neoclassicistische trant op rechthoekige plattegrond.

## Park
Het park met vijver, brug en bomen is bewaard gebleven. Het park sluit ruimtelijk aan bij het domein rond de instellingen van het UPC Duffel en vormt samen een groene zone tussen het station en de Rooienberg. In dit park staan typische parkbomen zoals treurwilg (salix alba Tristis), linde (tilia), gewone plataan (platanus x hispanica), zomereik (quercus robur) en Amerikaanse eik (quercus rubra). Enkele bomen hebben reeds een mooie omvang bereikt waaronder enkele platanen en rode beuken.